# Stradivarius ex-Marsick (1715)
Le violon Stradivarius ex-Marsick de 1715 est un violon ancien fabriqué par le luthier italien Antonio Stradivari de Crémone. Il porte le nom du violoniste et professeur belge Martin-Pierre Marsick (1847-1924), qui possédait l'instrument. Le violon, évalué à environ 8 millions de dollars, fait désormais partie de la Collection Fulton (en) et est joué par James Ehnes.
Lors d'une conférence pré-concert au Colston Hall (en) de Bristol, en Angleterre, le 28 novembre 2005, James Ehnes a souligné la différence entre l'instrument qu'il jouait et celui joué par David Oïstrakh. Ehnes joue un Stradivarius de 1715 qui appartenait auparavant à Marsick, tandis qu'Oistrakh a joué le Stradivari ex-Marsick de 1705, dit aussi Conte di Fontana.